# Aulacus burquei
Aulacus burquei är en stekelart som först beskrevs av Léon Abel Provancher 1882.  Aulacus burquei ingår i släktet Aulacus och familjen vedlarvsteklar. Inga underarter finns listade.